# Lago Burullus
Burullus (em árabe: بحيرة البرلس, translit. Buḥayrat al-Burullus; em grego:  λίμνη Σεβεννυτική) é um lago de água salobra situado no Delta do Nilo, Egito. O seu nome provém da cidade de Burullus (em copta:  Ϯⲡⲁⲣⲁⲗⲓⲁ). Está localizado na província de Cafrel Xeique, a leste de Rosetta, limitado pelo mar Mediterrâneo no norte e por terras agrícolas ao sul.

## História
No início do período islâmico, o porto de Burullus estava situado perto da foz do lago - local que conectava ao mar por uma pequena abertura. O porto de Burullus funcionava como um dos assentamentos defensivos nas fronteiras da costa do Delta do Nilo. Um assentamento chamado Nastaru, situado numa ilha dentro do lago, emprestou seu nome como um todo. Os canais ligavam o lago ao ramo de Rosetta no Nilo. Nessa época, o lago estava crescendo e se expandindo para o sul como resultado de mudanças na deposição fluvial e subsidência generalizada de substrato.

## Geografia
O lago é separado do mar por uma faixa de terra de aproximadamente 5,5 quilômetros de largura. É conectado ao Mediterrâneo pela saída Burullus, um canal com cerca de 250 metros de largura e cinco metros de profundidade. Existem aproximadamente cinquenta ilhas no lago, com uma área total de 0,7 quilômetros quadrados. A costa norte do lago é formada principalmente por pântanos salgados e lodaçais, enquanto o sul é predominado por canaviais. A vegetação dominante do lago é Potamogeton.

## Hidrologia
O lago recebe águas de drenagem das terras agrícolas circundantes e água doce do Canal de Brembal. É considerado um lago e zonas úmidas de importância internacional para aves sob a Convenção de Ramsar. A água de drenagem agrícola é responsável por 97% da entrada total no lago, seguida pela água da chuva (2%) e pelas águas subterrâneas (1%). 16% da água do lago evapora e 80% flui para o mar.

## Animais silvestres
De acordo com um relatório de biodiversidade da Agência de Assuntos Ambientais do Egito, 33 espécies de peixes, 23 espécies de répteis, 112 espécies de pássaros e 18 espécies de mamíferos vivem dentro e ao redor do lago. As espécies de peixes caíram de 52 registradas no início do século XX, principalmente devido ao influxo de drenagem agrícola no lago, resultando em menor salinidade.